# Klatham
Le parti Klatham (thaï : พรรคกล้าธรรม, RTGS : Phak Klatham, abrégé en anglais KT) est un parti politique thaïlandais de centre droit.
Originellement fondé le 7 avril 2020 en tant que Parti économique thaï (thaï : พรรคเศรษฐกิจไทย, RTGS : Phak Sethakit Thai, en anglais Thai Economic Party, abrégé TEP), il prend son nom et sa forme actuelle en 2023.
L'actuelle cheffe du parti est Narumon Pinyosinwat, ministre de l'Agriculture et des Coopératives au sein du gouvernement Paethongtarn Shinawatra, dont elle est partie prenante.

## Historique

### Parti économique thaï

#### Fondation
Le parti est originellement fondé sous le nom du Parti économique thaï (en anglais : Thai Economic Party, abrégé TEP ; thaï : พรรคเศรษฐกิจไทย, RTGS : Phak Sethakit Thai) le 7 avril 2020 par leurs premiers dirigeants, à savoir Prasong Woraratanakul et Methawi Netsai, respectivement chef et secrétaire général du parti. Des sections du parti sont ensuite établies dans les quatre régions du pays et une assemblée générale, prévue en juillet 2021, est reportée en raison de la pandémie du COVID-19. Dans le même temps, le chef-fondateur démissionne de son poste le 19 février 2021, révoquant ainsi également le comité exécutif originel du parti, bien qu'ils continuaient d'exercer leurs fonctions jusqu'à l'élection d'un nouveau comité.
Le 12 décembre 2021, une première assemblée générale se réunit et élit Panya Pukkarajawong chef du parti et Pramote Preepool secrétaire général.

#### Première mouvance de la«faction Thammanat»
Le 19 janvier 2022, certains membres du Palang Pracharat (PPRP) annoncent qu'ils rejoindront le Parti économique thaï, dont Thammanat Prompao, ancien vice-ministre de l'Agriculture et des Coopératives au sein du second gouvernement Prayut Chan-o-cha, Pai Lik, alors député de la 1re circonscription de Kamphaeng Phet et récemment exclu du PPRP, mais aussi Wich Thephasadin na Ayutthaya, ancien membre de l'Assemblée nationale législative et également membre du PPRP, qui démissionne de son poste de président du comité stratégique du parti. Le 28 janvier, 18 députés PPRP sont acceptés au sein du Parti économique thaï et se positionnent dans l'opposition.

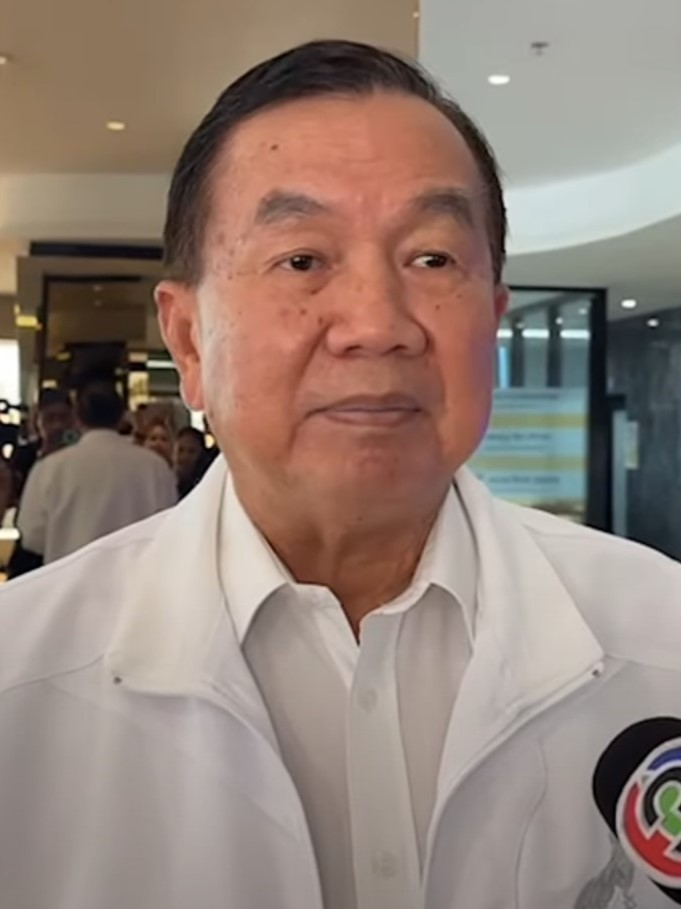
Wich Thephasadin na Ayutthaya (mars–mai 2022)
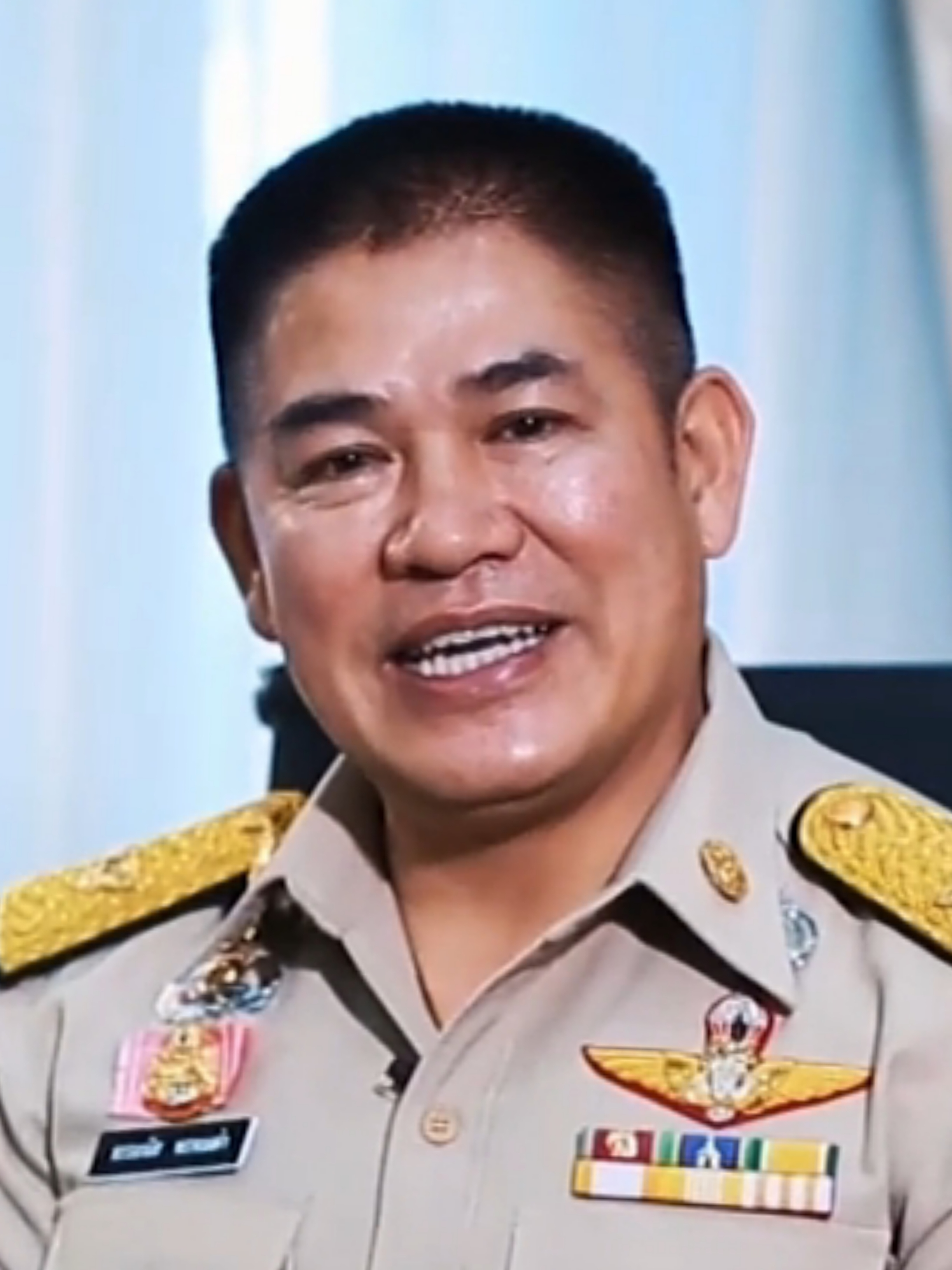
Thammanat Prompao (juin–octobre 2022)

Une nouvelle assemblée générale se réunit le 18 mars 2022 qui change statuts, logo, siège et un nouveau comité exécutif est élu, parmi lequel se trouve Wich Thephasadin na Ayutthaya, élu chef du parti, ainsi que Thammanat Prompao, élu secrétaire général,. Le 10 juin, à la suite de la démission de Wit Thephasadin na Ayutthaya de son poste de chef, Thammanat Prompao et Pai Lik sont élus respectivement à leur tour chef et secrétaire général du parti. Par la suite, en octobre, par la démission de Thammant Prompao de son poste de chef, le comité exécutif est également révoqué.

#### Période de transition
À la suite du passage de la « faction Thammanat », le parti change de nouveau ses statuts, son logo, son siège et son comité exécutif le 10 octobre 2022. Puis, en décembre 2022, Suthee Phongphiachob, chef élu en octobre, remet sa démission de son poste de chef du parti.

### PartiKlatham

#### Refondation
Le 25 avril 2023, une nouvelle assemblée générale se réunit pour changer statuts, logo, siège, comité exécutif du parti mais aussi son nom : il est renommé en Klatham (thaï : พรรคกล้าธรรม, RTGS : Phak Klatham, abrégé en anglais KT). Le parti n'envoie pas de candidats lors des élections législatives de la même année, se tenant deux semaines après.
À la suite de la démission de Chawengsak Chaikam, chef du parti du Parti économique thaï puis du Klatham, le 17 juillet, Narumon Pinyosinwat, alors à ce moment représentante commerciale de la Thaïlande pour le gouvernement Srettha Thavisin, est élue cheffe du parti.

#### Seconde mouvance de la«faction Thammanat»et des députés de petits partis
Le 18 août 2024, à la suite de la fin du gouvernement Thavisin, et avant l'annonce de la composition du gouvernement suivant, celui de Paethongtarn Shinawatra, tout juste élue Première ministre par la Chambre des représentants, Thammanat Prompao, alors actuel ministre de l'Agriculture et des Coopératives, déclare se séparer de nouveau du Palang Pracharat (après l'avoir de nouveau rejoint) pour pouvoir bientôt rejoindre le Klatham, en compagnie de plusieurs députés de sa faction. Narumon Pinyosinwat, cheffe du parti, est nommée par la suite ministre de l'Agriculture et des Coopératives à la place de Thammanat Prompao.
Par la suite, plusieurs députés exclus de leurs partis rejoignent le Klatham, dont Kridit Saengthanyothin, député du Nouveau Parti, exclu de son parti le 5 octobre 2024, puis Chaowarit Khajornpongkirati, député et chef du Nouveau Pouvoir social, exclu le jour suivant. Bancha Dechacharoensirikul, député et chef des Comtés thaïs, rejoint le parti le 15 octobre. Preeda Boonpleng, député et chef des Professeurs thaïs pour le peuple, rejoint lui aussi le parti six jours plus tard.
Le 11 décembre 2024, une réunion du comité exécutif du Palang Pracharat annonce expulser Thammanat Prompao ainsi que 20 de ses députés du parti pour des raisons de différends politiques. Ceux-ci deviennent par la suite membres du Klatham, décision prise par la cheffe du parti quelques jours plus tard,. Ils sont officiellement présentés à la presse le 19, au sein de l'Assemblée nationale, en tant que nouveaux députés du Klatham.
Le parti se présente pour la première fois à une élection en 2025, en l'occurence celle partielle se tenant le 27 avril pour la 8e circonscription de Nakhon Si Thammarat, à l'issue de laquelle Kongkiat Ketsombat, candidat du parti, la remporte.

## Direction

### Chefs

#### Parti économique thaï
- Prasong Woraratnakul (7 avril 2020 – 19 février 2021)
- Ratchanee Siwawet (par intérim, 19 février – 12 décembre 2021)
- Panya Pukkarajawong (12 décembre 2021 – 18 mars 2022)
- Wich Thephasadin na Ayutthaya (18 mars – 24 mai 2022)
- Thammanat Prompao (10 juin – 8 octobre 2022)
- Chewangsak Chaikham (8 octobre 2022 – 20 juin 2023)

- Wich Thephasadin na Ayutthaya
(mars–mai 2022)
- Thammanat Prompao
(juin–octobre 2022)

#### Klatham
- Chewangsak Chaikham (20 juin 2023 – 17 juillet 2024)
- Narumon Pinyosinwat (depuis le 6 août 2024)

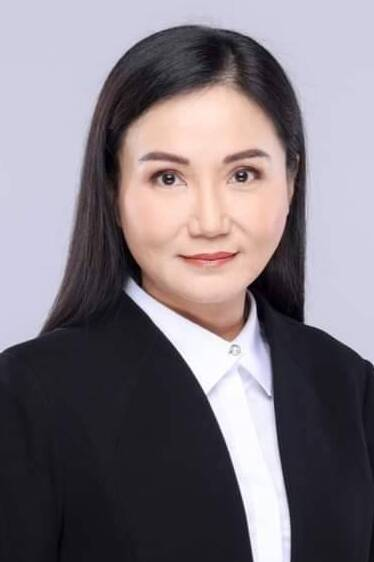
Narumon Pinyosinwat (depuis 2024)